# Paik Gahuim
Baek Ga-heum (hangeul :백가흠) est un écrivain sud-coréen né en 1974.

## Biographie
Baek Ga-heum est né le 26 juillet 1974 à Iksan, dans la province de Jeollanam-doCorée du Sud. Il a débuté en littérature en 2001, lorsque sa nouvelle Sole (Gwang-eo) lui a permis de remporter le concours littéraire du printemps organisé par le journal Seoul Shinmun.

## Œuvre
L'écriture de Baek rend souvent les lecteurs mal à l'aise, comme dans le cas de son premier récit qui commence par une description détaillée de filets de poissons péchés, en l'occurrence des sortes de turbots, avant de placer son narrateur dans une scène érotique en compagnie d'une fille de bar à hôtesses où le narrateur imagine l'intérieur du ventre de sa mère... Quand les fleurs des poiriers se fanent (Baekkochi jigo) décrit les abus scandaleux pratiqués sur les enfants et les handicapés. Dans Bienvenue, bébé ! (Welkeom, be-ibi) un jeune enfant à l'intérieur d'un placard dans une chambre de motel surprend un couple d'adultes ayant des rapports sexuels; dans ce roman,il y a aussi un bébé sans yeux et sans oreilles qui se retrouve abandonné, et un homme qui tente de se pendre à un ventilateur. Dans Et voilà le typhon Cricket (Gwitturamiga onda), une mère âgée, battue par son propre fils, envisage un suicide collectif pour se supprimer elle et son fils. Dans Chaussures pour robe (Gudu), un père décide de tuer toute sa famille, puis finit par se suicider. Bien que ces histoires impitoyables plongent le plus souvent le lecteur dans le désarroi, elles ne sont pas pour autant dénuées de logique : l'auteur s'inspire essentiellement d'histoires qu'il lit ou entend dans les journaux, à la télévision, ou sur Internet. La tombe d'un bateau (Bae-ui mudeom) dépeint une scène de crime dans une petite ville portuaire : le roman décrit le retour d'un criminel dans sa ville natale une fois le délai de prescription passé, retour qui va le pousser à étancher sa soif de vengeance. Baek présente ici le rapport dichotomique entre le bien et le mal.
Ses personnages ont tendance à être des personnes vivant en marge de la société, qui sont à la fois socialement et économiquement sur l'échelon le plus bas de la société : prostituées, travailleurs manuels itinérants, marins hors-la-loi, handicapés, personnes âgées sans abri vivant dans des bâtiments condamnés, femmes physiquement et sexuellement abusés... Un grand nombre de ces personnages souffrent de troubles de la parole ou n'ont pas la capacité mentale pour reconnaître la gravité des situations auxquelles ils sont confrontées ; les quelques personnes qui prennent conscience de leur sort n'ont pas reçu suffisamment d'éducation pour s'exprimer et s'en sortir.